# هورسفلدية إبريقية الشكل
هورسفلدية إبريقية الشكل (الاسم العلمي:Horsfieldia urceolata) هي نوع هجين غير مؤكد من النباتات تتبع جنس الهورسفلدية من الفصيلة البسباسية.